# Кіт Фелікс
Кіт Фелікс (англ. Felix the Cat) — антропоморфний кіт, герой мультфільмів, що з'явився в епоху німого кіно. Чорне тіло, великі білі очі, широка посмішка й сюрреалізм ситуацій, в які він потрапляв за сюжетом, зробили Фелікса одним з найбільш впізнаваних персонажів в історії мультиплікації. Кіт Фелікс став першим анімаційним персонажем, що досягнув популярності, яка здатна залучити глядачів звичайних фільмів.

## Образ
Протягом всього часу існування персонажа незмінною рисою кота Фелікса залишалося лише забарвлення: це був чорний кіт з білою мордочкою й очима. За твердженням Отто Мессмера, така зовнішність була обумовлена простотою зображення та анімації персонажа.
Спочатку Фелікс був незграбний і більше схожий на справжніх котів. Його непропорційні стопи стали традиційними для американської анімації антропоморфних персонажів: Міккі Мауса, Багза Банні, Вуді Вудпекера та інших.
Більш округлі форми з'явилися у кота після втручання Білла Нолана (англ. Bill Nolan). Художник вважав, що це краще відповідає традиціям коміксу, а головне — дозволяє малювати швидше. Нова зовнішність відповідала «о-образному» стилю: величезна кругла голова з круглими очима і круглими кулаками, які перетворювалися на чотирипалі долоні — ще одна деталь, яка стала традицією. Ця зміна стилю тим не менш не змінила деяких чисто котячих звичок персонажа: Фелікс користувався всіма чотирма лапами, якщо потрібно було швидко тікати, і був не проти зловити й з'їсти мишу.
В епоху німих фільмів Фелікса іноді називали Чарлі Чапліном мультиплікаційних персонажів. Як і герої Чапліна, кіт був волоцюгою, що змушений існувати в якщо не ворожому, то, принаймні, байдужому світі. Йому допомагали долати труднощі винахідливість і деяка ступінь жорстокості. Яскраві демонстративні почуття надавали образу індивідуальності та приваблювали глядачів.
Відродження серіалу в п'ятдесяті роки знову змінило зовнішність Фелікса: Джо Ориоло подовжив нижні кінцівки кота і визволив його від необхідності використовувати хвіст найбільш сюрреалістичним чином. Одночасно, але майже непомітно, він позбувся й вусів. У такому вигляді Фелікс існує до теперішнього часу.

## Історія
Залишається нез'ясованим, хто створив Кота Фелікса. Австралійський мультиплікатор і підприємець Пет Салліван, власник прав на персонажа, стверджував, що саме він є його автором. Американськими дослідниками протягом багатьох років авторство приписувалося американському мультиплікатору Отто Мессмеру, який працював у Саллівана провідним аніматором, однак його пріоритет доведений не був. Малюнки та підписи в Feline Follies визначені як робота Пета Саллівана, при цьому Мессмер стверджував, що Салліван не брав безпосередньої участі у створенні мультфільмів. Достовірно встановлено, що персонаж з'явився на студії Саллівана, а фільми за участі Кота Фелікса досягли піку популярності в 1920-ті роки.
На початку 1920-х років Фелікс грав значну роль в поп-культурі. У 1923 році з'явилися комікси про Фелікса, які малював Отто Мессмер, зображення кота розміщували на різних речах, включаючи кераміку та листівки. Кілька виробників видали м'які іграшки у вигляді Кота Фелікса. Джазові ансамблі, наприклад, оркестр Пола Уайтмана, виконували пісні про Фелікса (Felix Kept On Walking та інші).
До кінця 1920-х років з появою звукових фільмів популярність Фелікса стала знижуватися. На тлі короткометражних мультфільмів Уолта Діснея про Міккі Мауса, супроводжуваних синхронним звуком, продукція Саллівана і Мессмера, що не бажали використовувати нову технологію, виглядала застарілою. Салліван випустив звукові мультфільми з Феліксом у 1929 році через Copley Pictures, але вони не мали успіху, і в 1930 році виробництво фільмів припинилося. У 1933 році Салліван помер. У 1936 році Van Beuren Studios зробила спробу відродження серіалу, випустивши три мультфільми.
На американському телебаченні трансляція мультфільмів про Кота Фелікса почалася в 1953 році. У той же час Джо Оріоло випускав комікси про кота, в новому мультсеріалі представив публіці оновлений образ Фелікса, що відрізнявся від колишнього більш довгими ногами. Оріоло також додав нових персонажів і вигадав для Фелікса «чарівну сумку», здатну приймати будь-яку форму. З тих пір Фелікс з'явився в декількох телепередачах і двох повнометражних фільмах. Його образ досі широко використовується у виробництві одягу та іграшок. У даний час виробництвом фільмів з участю Фелікса завідує Дон Оріоло, син Джо Оріоло.

### Створення

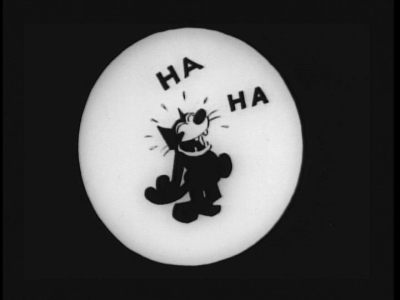
Фелікс сміється. З фільму Felix in Hollywood (1923)

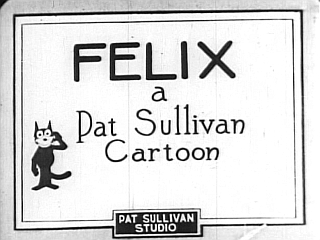
Заставка мультфільму про Фелікса

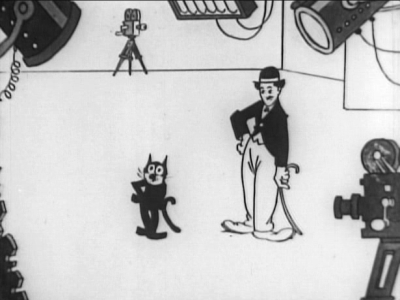
Фелікс разом з Чарлі Чапліном. З фільму Felix in Hollywood (1923)

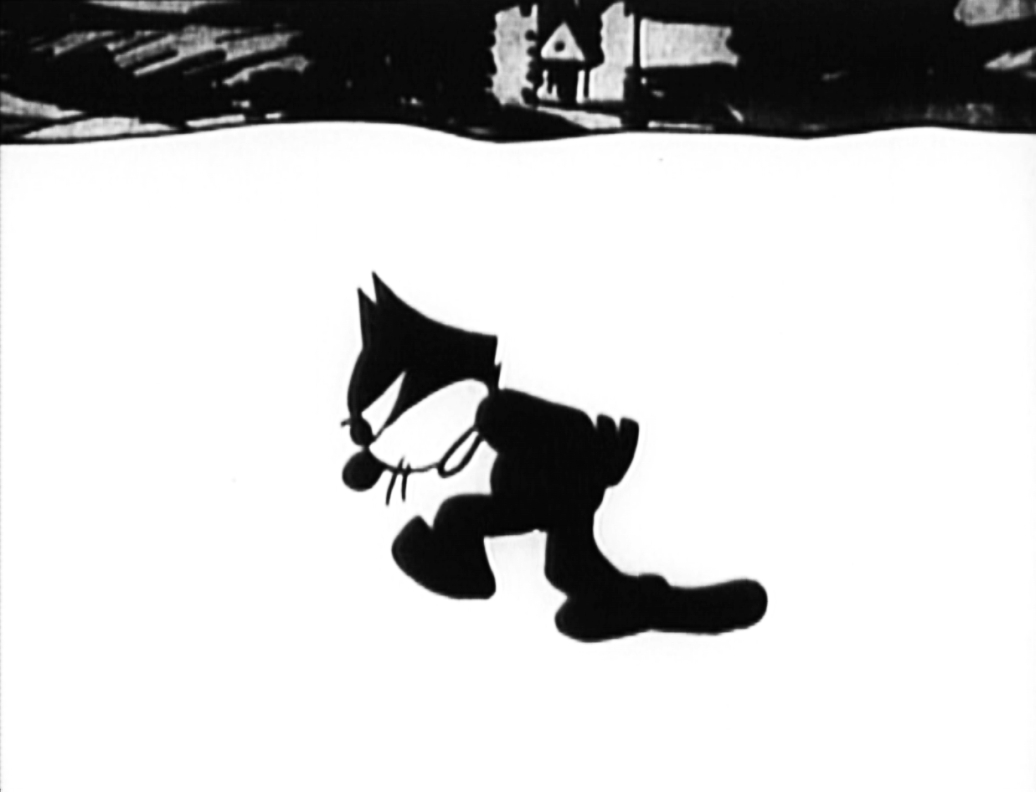
Відомий стиль ходи Фелікса. З фільму Oceantics (1930)

9 листопада 1919 року в мультфільмі Feline Follies студії Paramount Pictures на екранах з'явився персонаж Майстер Том, прототип Фелікса. Випущений нью-йоркською студією Пета Саллівана, мультфільм був створений мультиплікатором Отто Мессмером. Дебютна стрічка мала успіх, і студія Саллівана негайно взялася за випуск продовження. 16 листопада з'явився мультфільм The Musical Mews, який також сподобався глядачам.
Відомо кілька версій того, як персонаж отримав ім'я Фелікс. Перша, розміщена на офіційному сайті Отто Мессмера, стверджує, що Мессмер запропонував Саллівану персонажа на ім'я Кіт Фелікс. За другою — ім'я коту вигадав продюсер Джон Кінг, використавши подібність у звучанні латинських слів felis (кіт) і felix (щасливий). Під цим ім'ям персонаж з'явився в третьому мультфільмі, «Пригоди Фелікса» (англ. The Adventures of Felix), що вийшов на екрани 14 грудня 1919 року. Сам Пет Салліван стверджував, що ім'я вигадано за назвою області Австралія-Фелікс, яка займала родючі землі штату Вікторія. У 1924 році зовнішній вигляд персонажа оновив аніматор Білл Нолан. Він додав коту більш округлі форми і миловидність. Нова зовнішність разом з анімацією Мессмера зробила Кота Фелікса знаменитим.
Питання про те, хто саме створив Кота Фелікса, залишається невирішеним. Салліван у кількох газетних інтерв'ю стверджує, що придумав образ і зробив кілька малюнків Фелікса. Під час поїздки в Австралію в 1925 році Салліван розповів репортерові газети The Argus, що ідея зробити мультфільм прийшла йому в голову, коли одного разу дружина принесла до студії кота. В інших випадках він називав джерелом натхнення казки Редьярда Кіплінга «Кішка, яка гуляла сама по собі» або любов своєї дружини до безхатніх тварин. Дослідження Австралійської асоціації карикатуристів показали, що написи в Feline Follies зроблені почерком Саллівана. Також претензії Саллівана на авторство підкріплені мультфільмом The Tail of Thomas Kat, що вийшов 18 березня 1917 року, більш ніж на два роки раніше, ніж Feline Follies. Як документальний фільм австралійської телекомпанії ABC-TV 2004 року, так і куратори виставки Державної бібліотеки Нового Південного Уельсу, проведеної в 2005 році, вважають, що Thomas Kat (кіт Томас) був прототипом або попередником Фелікса. Однак у вигляді Фелікса немає майже нічого від вигляду Томаса: колір шерсті останнього ще не був остаточно визначений, і загальний опис показує значні розбіжності у зовнішності двох котів. Наприклад, Фелікс міг перетворювати свій хвіст на необхідні інструменти і предмети, а Томас втратив хвіст у бійці з півнем і до того ж не мав антропоморфної зовнішності.
Салліван був господарем студії і, як у випадку з усіма кінопромисловцями, володів правами на будь-які твори своїх співробітників. Ім'я Мессмера не згадувалося в титрах, що було звичним для того часу. Після смерті Саллівана права на Фелікса перейшли до його австралійського спадкоємця, однак компанія King Features Syndicate зберегла за собою право публікації коміксів, які Отто Мессмер малював з 1923 року.
Пройшло багато років після смерті Саллівана перш ніж працівники його студії, такі як Гел Вокер, Ел Ойгстер і Гаррі Копп, адвокат Саллівана, визнали за Мессмером заслуги в створенні образу кота. Вони заявили, що Фелікс був заснований на анімованому Чарлі Чапліні, якого Мессмер раніше намалював для Саллівана. Характер персонажа і манера рухів в Feline Follies засновані на персонажах Чапліна, і, хоча в порівнянні з останньою версією Фелікс виглядає незграбним, впізнаване чорне тіло вже присутнє.
Мессмер згадував, як створював Кота Фелікса, в інтерв'ю історику анімації Джону Кейнмейкеру. Салліван та його студія були сильно завантажені, і продюсер дозволив Мессмеру самостійно зробити який-небудь короткий мультфільм, щоб задовольнити вимоги замовника. Мессмер вирішив, що простіше всього буде намалювати кота. Повністю чорне тіло позбавить від необхідності виписувати деталі, а сюжетом стануть комічні моменти. Компанії Paramount Pictures ідея сподобалася, і в результаті було зроблено замовлення на серіал.
Багато істориків (в основному англійські й американські) підтримують претензії Мессмера. Серед них Майкл Берріер, Джеррі Бек, Колін і Тімоті Коулз, Дональд Крафтон, Дейвід Герстейн, Леонард Малтін і Чарльз Соломон.
Незалежно від того, хто створив Фелікса, його рекламою активно займався Салліван, а Мессмер у величезних кількостях робив малюнки. Вони виконувалися прямо на папері, потім заливалися тушшю. Зверху накладалося фонове зображення, виконане на целулоїді, і отримана картинка знімалася на камеру. Техніка не дозволяла робити панорамування або переміщення, отже все доводилося вимальовувати власноруч.

### Від німого до звукового

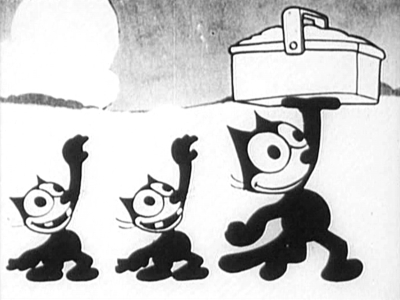
Фелікс, Інки й Вінки в мультфільмі April Maze (1930)

Після виходу на екрани фільму «Співак джазу» (1927) студія Educational Pictures, що займалася в цей час поширенням мультфільмів про Фелікса, вмовляла Пета Саллівана почати випуск звукових фільмів, але той відмовлявся. Розбіжність у поглядах врешті-решт призвело до розриву між Educational і Салліваном. Тільки коли «Пароплавчик Віллі» Волта Діснея увійшов в історію анімації як перший мультфільм з синхронною звуковою доріжкою (передували йому My Old Kentucky Home з серіалу Ko-Ko Song Car-Tunes Макса і Дейва Флейшерів і Dinner Time Пола Террі, однак визнання вони не отримали), Салліван визнав можливості нової технології. У 1928 році він уклав контракт з First National Pictures, проте далі озвучування колишніх мультфільмів справа не пішла. Тоді Салліван знайшов нового розповсюджувача в особі Жака Копфштейна і Copley Pictures. 16 жовтня 1929 року в Film Daily з'явилася реклама, в якій Фелікс цитував Ела Джолсона: «Ви ще нічого не чули!».
Перехід до звукового формату супроводжувався труднощами. Салліван не приділив належної уваги процесу і додавав звукові ефекти до готового фільму. Результат був плачевний: мишеня Діснея набував все більшої популярності, в той час як кіт-зірка німого кіно її втрачав. Навіть поява нестандартного Felix Woos Whoopee (1930) або April Maze (1930), схожого з Silly Symphonies, не змогли переламати цю тенденцію. В результаті, Копфштейн розірвав контракт з Салліваном, який оголосив про створення нової студії в Каліфорнії, проте цим планам не судилося збутися. Ситуація погіршилася, коли в березні 1932 року померла дружина Саллівана, Марджорі. Після цього продюсер остаточно занепав духом. Він впав у алкогольну депресію, здоров'я стало погіршуватися, почала відмовляти пам'ять. Мессмер не міг навіть перевести в готівку чеки через нерозбірливий підпис свого роботодавця. У 1933 році Пет Салліван помер.

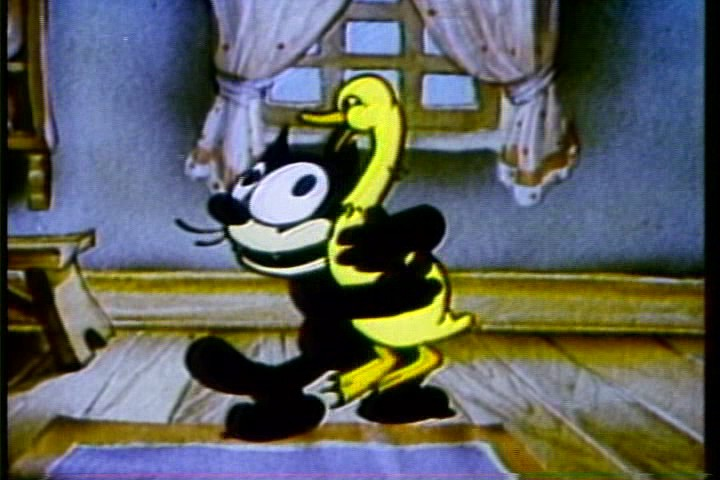
Фелікс у кольоровому мультфільмі The Goose That Laid the Golden Egg (1936)

У 1935 році Емеді Ван Бюрен з Van Beuren Studios подзвонив Мессмеру з пропозицією повернути Фелікса на екрани. Ван Бюрен обіцяв, що Мессмер отримає співробітників і необхідне обладнання, але Мессмер відмовився і рекомендував замість себе Берта Жиллетта (англ. Burt Gillett), колишнього співробітника Саллівана, який в той момент очолював аніматорів студії Ван Бюрена. У 1936 році Ван Бюрен отримав дозвіл брата Саллівана випустити нові мультфільми за участі кота Фелікса в кольорі та зі звуком. Під керівництвом Жиллетта і сильним впливом Діснея на світ з'явився оновлений Фелікс, позбавлений колишньої індивідуальності. Він став одним з багатьох веселих тварин — героїв мультфільмів. Успіху мультфільми не мали, і після трьох серій Ван Бюрен припинив їх випуск.

### Відродження
У 1953 році Official Films придбала мультфільми Саллівана — Мессмера, забезпечила їх саундтреком, вивела на ринок кіно для домашнього перегляду та запропонувала телебаченню. Мессмер до 1943 року друкував недільні комікси, а потім протягом 12 років випускав щомісячні журнали для Dell Comics. У 1954 році він перестав випускати газетні комікси, і справу взяв у свої руки Джо Оріоло, творець дружелюбного привида Каспера. Оріоло уклав договір з новим власником Фелікса, Вільямом Дж. О Салліваном, а після його смерті — з сином Петом Салліваном, і створив про кота телевізійний серіал.
З 1958 по 1961 роки на екрани вийшли 126 мультфільмів, поширенням яких займалася компанія Trans-Lux. Як і у фільмах Van Beuren Studios, телевізійний Фелікс став більш домашнім, його новий характер був розрахований на дітей. З'явилася і чарівна сумка, здатна перетворюватися за бажанням Фелікса у будь-який предмет. У телесеріалі відмовилися від колишніх персонажів і ввели в сюжет нових: божевільного Професора, його племінника Пойндекстера, пса Рока Боттома та інших. Озвучував їх один актор — Джек Мерсер.
За задумом Оріоло, мультфільми розповідали про незліченні й безнадійні спроби супротивників Фелікса викрасти у нього чарівну сумку, хоча час від часу ті ж противники зображувалися друзями кота. Серіал був популярний серед глядачів, але критики відмовляли йому у визнанні, вважаючи блідою подобою ранніх робіт Саллівана — Мессмера. Особливо відзначали спрямованість на дитячу аудиторію. Обмежена мультиплікація, застосована через скромний бюджет, і спрощена сюжетна лінія на популярність ніяк не вплинули.
У 1970 році Джо Оріоло отримав повний контроль над персонажем і продовжував займатися його просуванням аж до своєї смерті в 1985 році. Після цього права на Фелікса перейшли до його сина, Дона Оріоло.
В кінці 1980-х Дон Оріоло об'єднав зусилля з європейськими мультиплікаторами, щоб випустити на екрани повнометражний фільм Felix the Cat: The Movie. За сюжетом Фелікс відправлявся в альтернативну реальність разом з Професором і Пойндекстером. New World Pictures планувала приурочити прем'єру фільму в США до Дня подяки 1987 року, але цього не сталося. Формально прем'єра відбулася 26 січня 1989 року на відкритті фестивалю Los Angeles Animation Celebration. Перед самим закінченням роботи над фільмом у нього була додана тривимірна модель голови Фелікса, що зробило його першим героєм класичних мультфільмів, відтвореним за допомогою комп'ютерної анімації. Зрештою, широкому глядачеві стала доступна відеоверсія, що надійшла в продаж в серпні 1991 року. У 1995 році Фелікс знову з'явився на телебаченні в ексцентричному мультсеріалі The Twisted Tales of Felix the Cat. В 2000 році для японського ринку був випущений мультсеріал Baby Felix, а потім у 2004 році, знову тільки на відео, вийшов фільм Felix the Cat Saves Christmas. Разом з Бетті Буп Фелікс з'явився в коміксі Betty Boop and Felix, що виходив з 1984 по 1987 роки. Одночасно Оріоло оновив асортимент товарів з Феліксом, починаючи від дитячих сніданків в ресторанах швидкого харчування мережі Wendy's і закінчуючи відеогрою для Nintendo Entertainment System.
Після виходу в 1991 році книги Джона Кейнмейкера Felix: The Twisted Tale of the world's Most Famous Cat публіка виявила підвищений інтерес до ранніх мультфільмів Саллівана — Мессмера. У наступні роки вони були перевидані на відеокасетах і DVD-дисках. Почали також з'являтися збірки коміксів Мессмера, в тому числі Nine Lives to Live: A Classic Felix Celebration, опублікований Девідом Герстейном, і один з найбільш свіжих — The Comic Adventures of Felix the Cat, випущений Felix Comics.
У 2009 році компанія Forecast Pictures отримала права на випуск 52-серійного фільму в 3D-графіці про кота Фелікса. Безпосередньо створення серій доручено компанії TeamTO, робота розпочата у січні 2011 року. Також відомості про цей серіал наведені в біографії Дона Оріоло в його блозі. Крім цього, Оріоло згадує і про новий повнометражний мультфільм під назвою Felix the cat's Monster Madness.

## Популярність і критика
Популярність до Фелікса прийшла відразу. До кінця 1921 року мультфільми з ним виходили в рамках кіножурналу Paramount Screen Magazine, але з наступного року він отримав персональну щомісячну кінострічку. Першим мультфільмом, які вийшли в такому форматі, став Felix Saves the Day (1922), в якому кіт з'явився як талісман бейсбольної команди «Нью-Йорк Янкіз». Леонард Малтін писав, що цей фільм був улюбленим в Отто Мессмера, — можливо тому, що він працював над ним без перешкод і непрошеної допомоги.
Першим в історії рухомим зображенням, переданим за допомогою телебачення, стало саме зображення Фелікса. Його тринадцятидюймова (близько 33 см) лялька з пап'є-маше використовувалася як модель в експериментах RCA на станції W2XBS у Нью-Йорку в 1928 році. У нью-йоркській студії лялька встановлювалася на обертовому диску фонографа, за допомоги оптичної системи, механічного скануючого диску й фотоелементів її зображення перетворювалося на електричний сигнал, який по радіо передавався на приймальну станцію в Канзасі, де здійснювалося зворотне перетворення зображення. Отримана картинка мала розмір всього два дюйми (близько 5 см) у висоту, а передача тривала приблизно дві години кожен день. Використання ляльки Фелікса зумовлювалося контрастністю забарвлення і здатністю витримувати жар від ламп підсвічування. Після одноразової виплати Саллівану лялька використовувалася RCA протягом майже десяти років, поки проводилася відпрацювання технології. Перша модель незабаром була замінена на бакелітову, а потім на дерев'яну, що слугувала інженерам і після відмови від механічного телебачення і переходу на повністю електронне. Остаточно зношену ляльку Фелікса, за іронією долі, замінило зображення його головного конкурента — Міккі Мауса.
Успіх Фелікса привів до появи безлічі його наслідувачів. Зовнішній вигляд і характер інших мультиплікаційних котів 1920-х років — Джуліуса з Alice Comedies Уолта Діснея, Уоффлза з Aesop's Film Fables Пола Террі і особливо кота з фільму Білла Нолана 1925 року Krazy Kat — мабуть, були змальовані з Фелікса. Слід зазначити, що останній персонаж з'явився на три роки раніше за перші мультфільми про Фелікса і став схожий на нього лише у пізній адаптації.
Критики не обійшли увагою Фелікса. Вони часто приводили його як приклад сюрреалізму в кіномистецтві. Про Фелікса говорили, що він втілює дитяче відчуття дива, створюючи фантастичне там, де його немає, і вливаючись у нього там, де воно є. Знаменита хода — лапи за спиною, голова опущена, глибокодумна морда — стала візитною карткою Фелікса, багаторазово проаналізованою критиками всього світу. Видатний хвіст Фелікса, здатний ставати лопатою, то знаком оклику, то олівцем, служить доказом того, що в його світі можливо все. Олдос Гакслі, приводячи в приклад мультфільми про Кота Фелікса, писав: «Що кіно здатне робити краще за літературу або сценічну драми — це бути фантастичним». На думку Андрія Гаврілова, успіх кота Фелікса став результатом взаємодії комплексу чинників: грамотного менеджменту, майстерності художників і психології глядачів, підхід до яких був знайдений точно. У цілому журналіст підводить підсумок так: «Фелікс опинився в потрібний час у потрібному місці».
До 1923 року Фелікс досяг вершини кар'єри. Мультфільм цього року Felix in Hollywood використав популярність Фелікса, звівши його на екрані з такими відомими представниками кіноіндустрії, як Дуглас Фербенкс, Сесіль Де Мілль, Чарлі Чаплін, Бен Турпін (англ. (англ. Ben Turpin) і навіть цензор Вільям Хейз (англ. Will H. Hays). Зображення кота можна було знайти на годиннику, різдвяних прикрасах і у вигляді першого в історії гігантської повітряної кулі, зробленої для параду, присвяченого Дню подяки. Фелікс став героєм кількох пісень, наприклад, Felix Kept Walking Пола Уайтмена. Салліван заробляв приблизно 100 000 доларів на рік тільки на ліцензійних іграшках. Разом з головним героєм популярність набули й інші персонажі: господар кота Віллі Браун, антагоніст на ім'я Мишеня Скідду, племінники Фелікса — Інки, Дінки і Вінки, а також його подруга Кітті. У 1928 році видавництвом Sam Fox Publishing Company був випущений нотний альбом Кота Фелікса з музикою Піта Уендлінга й Макса Кортландера і словами Альфреда Брайана. Обкладинку із зображенням Фелікса, який грає на банджо, оформив Отто Мессмер, підзаголовок свідчив: «Відоме створіння Пета Саллівана — в піснях».
Більшість ранніх мультфільмів про Фелікса відображали настрої американців у «бурхливі двадцяті». Етнічні стереотипи проявилися в таких мультфільмах, як Felix Goes Hungry (1924) та інші. Близькі за часом події, на зразок громадянської війни в Росії, були показані у фільмі Felix All Puzzled (1924). Карикатуру на нове покоління американок можна знайти в Felix Strikes It Rich (1923). Кіт Фелікс також взяв участь у робочому русі в Felix Revolts (1923). У деяких фільмах Фелікс навіть танцював чарлстон.
У мультфільмах часто зустрічаються згадки про алкоголізм та «сухий закон», наприклад, у Felix Finds Out (1924), Whys and Other Whys (1927), Felix Woos Whoopee (1930). У фільмі Felix Dopes It Out (1924) Фелікс намагається допомогти другові-волоцюзі позбутися почервоніння носа. Наприкінці фільму кіт знаходить спосіб: «Продовжуй пити, і ніс стане синім».

### Фелікс як талісман

Емблема ескадрильї VF-31 американських ВМС з 1928 року

Завдяки безпрецедентній популярності персонажа і значенню імені в перекладі з латинської — «щасливий» — кілька відомих особистостей та організацій вибрали Фелікса своїм талісманом. Першим став дилер Шевроле з Лос-Анджелеса, друг Пета Саллівана, Уінслоу Б. Фелікс, що відкрив автосалон у 1921 році. Тригранна неонова вивіска Felix Chevrolet в Лос-Анджелесі з величезними усміхненими мордочками кота донині залишається однією з визначних пам'яток міста, підносячись над Фігероу-стріт і Харбор-фрівей. Рут Елдер, намагаючись перелетіти Атлантичний океан в 1927 році, взяла з собою ляльку Фелікса (помилково вважається, що так вчинив Чарльз Ліндберг, коли відправився в перший в історії трансатлантичний переліт, але він лише згодом здійснював вильоти на бойовому літаку F4B-4, на якому був намальований Фелікс).
Іншим прикладом використання Фелікса як авіаційної емблеми може служити ескадрилья Люфтваффе 8./StG. 51 (пізніше 6./StG. 2), де зображений кіт тримає парасольку.
Широку популярність Фелікс набув у Великій Британії, де принц Уельський Едуард зробив його талісманом команди поло, а королева Мері подарувала фігурку Фелікса королю Георгу V.
Популярність Фелікса не слабшає. В грудні 1928 року, Друга бомбардувальна ескадра ВМФ США (VB-2B) офіційно обрала зображення задоволеного Фелікса, що несе бомбу з палаючим гнотом, як свою емблему (її неофіційне використання почалося задовго до цього). Зображення залишилося символом ескадрильї і після реорганізації: у винищувальної ескадрильї VF-6B, і пізніше — VF-3, у 1930-ті роки, коли в її складі служили Едвард О'Хейр і Джон Тач, герої-льотчики Другої світової війни. У даний час, після розформування початкового підрозділу, емблема прийнята ескадрильєю VFA-31. Ця ескадрилья базується на авіаносці та продовжує залишатися в строю, а її літаки й льотчики носять зображення Кота Фелікса, що тримає бомбу з палаючим гнотом.
Коли в штаті Індіана зароджувалася традиція талісманів середніх шкіл, першим серед них став Фелікс. Його обрали в 1926 році гравці баскетбольної команди з Logansport High School. Після перемоги у вирішальному матчі Фелікс став талісманом усіх спортивних команд цієї школи.
Поп-панк-група The Queers також вибрала Фелікса як талісман, що відображає складну душевну організацію панків, а також такі їх риси, як похмурість, куріння й гру на гітарі. Фелікс потрапив на обкладинки альбомів Surf Goddess і Move Back Home, з'явився в кліпі на сингл «Don't Back Down». Крім цього, він присутній на футболках і ґудзиках. Басист B-Face заявив в інтерв'ю, що на Фелікса роль талісмана запропонувала компанія Lookout! Records.
Персонаж з'являвся в японській рекламі автомобіля «Daihatsu Mira» 1991 року як «Felix the Mira».
З 2010 року Кіт Фелікс використовується як талісман департаменту благоустрою міста Рязані. Стилізовані зображення кота з мітлою нанесені на всю спецтехніку міста та одяг робітників. Фелікс також використовується в міській соціальній рекламі, закликаючи до чистоти.

### У поп-культурі
- Фелікс з'являється у фільмі «Хто підставив кролика Роджера» у фіналі на фабриці Марвіна Акме. Спочатку його можна помітити на картині в руках Р. К. Маруна, а потім у вигляді масок трагедії і комедії на замковому камені воріт у Тунтауні.
- Фелікс був зображений на шоломі голкіпера NHL Фелікса Потвена під час ігор за Boston Bruins.
- Стверджується, що їжачок Сонік створений на основі Фелікса і Міккі Мауса[59].
- У фашистській Італії Фелікса звали Mio Mao, комікси про нього виходили в газеті Corriere dei Piccoli[60].
- У мультфільмі «Життя і пригоди робота-підлітка» присутне кафе Mezmer's, назване на честь Отто Мессмера, вхід в яке виконано у вигляді гігантської голови Фелікса.
- В епізоді Rosebud серіалу «Сімпсони» цитується The Encyclopaedia of Animated Cartoon в частині, що стосується Фелікса «Лялька Фелікса стала компаньйоном Чарльза Ліндберга підчас його відомого переліту через Атлантику». В епізоді The Day the Violence Died, що розповідає про витоки Чуху і Сверблячки, проводяться паралелі з історією Фелікса і демонструється вигаданий мультфільм Manhattan Madness, який називається першим фільмом про Чуха і Сверблячку, імовірно знятим в 1919 році. Він виконаний у стилі, схожому з Felix in Hollywood та іншими ранніми мультфільмами про Феликса.
- У 1927 році Фелікс з'явився на нью-йоркському параді на честь Дня подяки у вигляді гігантської повітряної кулі, яку створив театральний дизайнер Тоні Сарг. Це був перший випадок, коли в параді використовувалися повітряні кулі, що згодом стало традицією[61].
- Фелікс з'являється в заставці епізодів How Hermes Requisitioned His Groove Back, The Lesser of Two Evils та War Is the H-Word серіалу «Футурама».
- Felix — європейська марка корму для котів[62].
- Фелікс присутній в музичних кліпах Pay for Me групи Whale і My Favorite Game групи The Cardigans. Обидва відео зняті Юнасом Окерлундом.
- Уривок з мультфільму про Фелікса показаний у фільмі «Лихоманка за дівчатами» (100 Women). Стрічка з Феліксом була заряджена в проектор, який головний герой Сем використовував, щоб показати свій мультфільм.

### Досягнення
- Мультфільми з участю кота Фелікса знаходяться на 89 місці в списку найвеличніших мультфільмів, що був складений в 2004 році англійським каналом Channel 4[63].
- У 2004 році Кіт Фелікс зайняв 36 місце в списку 50 найбільших тварин-кіногероїв канала Animal Planet[64].
- У 2002 році TV Guide розташував Фелікса на 28 місці у списку 50 найкращих мультиплікаційних персонажів усіх часів[65].
- Felix in Hollywood займає 50 місце в списку 50 найкращих мультфільмів всіх часів, що був складений Джеррі Беком за результатами опитування аніматорів та істориків у 1994 році[66].
- Кіт Фелікс є одним з трьох найбільш успішних ліцензійних персонажів в Японії[67].

## Поширення
Поширенням мультфільмів з 1919 по 1921 роки займалася компанія Paramount Pictures. Перший фільм про Кота Фелікса зажадав від Саллівана шести місяців роботи й крайнього психологічного напруження, що призвело до хвороби. Наступні серії таких жертв не вимагали, хоча виходили раз на чотири тижні.
З 1922 по 1925 роки займалася дистрибуцією Маргарет Уінклер, а потім — Educational Pictures. Спочатку серії також виходили раз на місяць, але потім Салліван пообіцяв випускати новий мультфільм про Фелікса раз на два тижні. Поєднання якісної анімації, вмілого просування і широкої мережі розповсюдження зробили популярність Фелікса ще більшою.
У 1928 році Educational припинила випуск мультфільмів про Фелікса. Деякі мультфільми були повторно видані First National Pictures. Copley Pictures займалася розповсюдженням з 1929 по 1930 роки. У 1936 році з'явилися три нові фільми, створені Van Beuren Studios: The Goose That Laid the Golden Egg, Neptune Nonsense і Bold King Cole.
Official Films озвучила й випустила класичні мультфільми про Фелікса в 1953 році. З 1954 року контроль над персонажем отримав Джо Оріоло, а потім його син, Дон Оріоло. Вони створили новий образ Фелікса на телевізійному екрані.
На DVD офіційних видань класичних мультфільмів не було, але частина їх з'являлася у збірниках, зокрема, Presenting Felix the Cat від компанії Bosko Video, Felix! від Lumivision, Felix the Cat: The Collector's Edition від Delta Entertainment і Before Mickey від Inkwell Images Ink. Частину телесеріалу (з 1958 по 1959 роки) було випущено на DVD компанією Classic Media. Також на DVD з'являлися деякі мультфільми 1990-х років.

## Озвучення
До 1936 року Кіт Фелікс залишався німим персонажем. Перший раз високим дитячим голосом він заговорив у фільмі Felix the Cat and the Goose that Laid the Golden Egg 7 лютого 1936 року. Достовірно встановити ім'я актора, який подарував свій голос коту, не вдається, імовірно це були Мей Квестел (англ. Mae Questel) або Волтер Тетлі (англ. Walter Tetley). Пізніше Фелікса озвучували:
- Джек Мерсер (1958—1961)[69]
- Кріс Філліпс (1988)[70]
- Том Адкокс-Ернандес/Чарлі Адлер (1995—1997)[71]
- Тосіхіко Секі/Юмі Тема (малюк Фелікс) (2000—2001)[72]
- Дейв Кул'є (2004)[73]

## Твори про кота Фелікса

### Фільмографія
- З 1919 по 1936 роки на екрани кінотеатрів вийшов 181 мультфільм про кота Фелікса (у перших двох — Feline Follies і The Musical Mews — кота звали Майстер Том)[26].

З 1958 по 1961 роки на телебаченні був показаний серіал з 126 мультфільмів.
- У 1988 році вийшов повнометражний мультфільм виробництва США, ФРН та Угорщини Felix the Cat: The Movie

- З 1995 по 1996 роки на телебаченні показували серіал The Twisted Tales of Felix the Cat (37 мультфільмів)[74][75].

- З 2000 по 2001 роки на японському телебаченні вийшло 65 мультфільмів серіалу Baby Felix[76].

- У 2004 році вийшов повнометражний мультфільм Felix the Cat Saves Christmas

### Комікси
Дебют кота Фелікса в друкованих коміксах відбувся 1 серпня 1923 року в англійській газеті Daily Sketch. Нові епізоди виходили щотижня і складалися з 12 малюнків. Вигадував і малював їх Отто Мессмер.
Починаючи з 19 серпня 1923 року ті ж комікси почали видаватися в США, але в іншому порядку, і їх остаточним промальовуванням займався Пет Салліван. До кінця року Мессмер знову отримав комікси під свій одноосібний контроль. Газети друкували їх щотижня по неділях до 1943 року.
Щоденні комікси про кота Фелікса з'явилися в травні 1927 року. До середини 1931 року вони були копіями мультфільмів, які стали статичними картинками. Створював їх Джек Богл. Однак у 1931 році Мессмер взяв справу в свої руки, і з цього часу стали комікси мати власний сюжет. У 1954 році автором щоденних коміксів про Фелікса став Джо Оріоло.
З 1930-х років стали з'являтися журнали коміксів про кота Фелікса.

### Музикографія
На початку 1920-х років Фелікс здобув міжнародну популярність. Це призвело до того, що стали з'являтися музичні твори, присвячені Феліксу. Частина з них була створена з дозволу власників авторських прав, а частина — ні.
- Felix Kept On Walking (1923)
- Here He Is Again (Being More Adventures of Felix) (1924)
- Fido Followed Felix (1924)
- Let's All Follow Felix (That Dog Gone Crazy Cat)
- Felix! Felix! Felix the Cat! (1928)
- Felix the Wonderful Cat (1958)

У 2003 році в Японії був поставлений мюзикл за участю Фелікса.

### Відеоігри і комп'ютерні програми
- Felix the Cat (1992) — відеогра для Nintendo Entertainment System (в Україні — Dendy);
- Felix the cat's Cartoon Toolbox (1994) — програма, що дозволяє створювати власні мультфільми про кота Фелікса.